# Ивня
И́вня — посёлок городского типа в Белгородской области России, административный центр Ивнянского района и городского поселения «Посёлок Ивня» .

## Название
Название населённого пункта происходит от названия деревьев: «ива», «ивняк», которые во множестве росли вдоль озёр.

## География
Расположен на северо-западе области в 57 км от Белгорода. В посёлке находится товарная железнодорожная станция Ивня, конечный пункт железнодорожной линии Готня — Ивня. Посёлок располагается на обоих берегах реки Ивни и нескольких прудов, самым крупным из которых является Заводской.

## История
Первые сведения о населённом пункте относятся к 1720 году. Владельцем Ивни первоначально был помещик, майор в отставке И. С. Переверзев, который перевёл часть своих дворовых крестьян из Обоянского уезда и поселил их на новом месте. Он старался преобразить и улучшить свое имение: по его распоряжению на реке Ивня поставили водяную мельницу,  посадили большой сад, построили конный завод, возвели церкви – Живоначальной Троицы и во имя Сошествия Святого Духа. 
Основным населением были русские и черкасы (украинцы).
К 1865 году село насчитывало 1733 человека и 211 дворов. В 1852 году Ивня — имение В. Н. Карамзина, сына Н. М. Карамзина. Оно досталось ему, как наследство, после свадьбы с генеральской дочерью Александрой Дука. В 1853 году супруги открыли сахарный завод, просуществовавший более полутора веков. Через некоторое время они возвели усадебный дом, заложили парк, где произрастали редкие хвойные деревья. В 1859 году в Ивне пстроили новую каменную Троицкую церковь. К 1862 году помимо сахарного завода имелись так же винокуренный, кирпичный, селитряный, а также конский и овчарный заводы, была и больница.  
В 1879 году, после его смерти имение переходит к графу К. П. Клейнмихелю. В Ивне Клейнмихель обустроил древесный питомник, заложил сад в 20 десятин (22 гектара), построил оранжереи, стал развивать торфоразработки. Последними владельцами Ивни с 1912 по 1917 годы была дочь К. П. Клейнмихеля Клеопатра и ее муж. После революционных событий главный дом усадьбы был разграблен, а затем уничтожен пожарами. Разрушены церковь и семейный некрополь.  
В Ивне некоторое время жил А.П. Гайдар. В его повести «На графских развалинах» отражены события последних дней усадьбы графа Клейнмихеля. 
С 1963 года в бывшем поместье Клейнмихелей расположен детский противотуберкулёзный санаторий.
В 1928 году был образован Ивнянский район.
27 октября 1941 года немецкие войска заняли Ивню, а 20 февраля 1943 года оставили её.
Статус посёлка городского типа с 1971 года.

## Население
| 1765  | 1784  | 1862  | 1882  | 1897  | 1926  | 1928  | 1932  | 1959  |
| ----- | ----- | ----- | ----- | ----- | ----- | ----- | ----- | ----- |
| 909   | ↘745  | ↗1733 | ↘1120 | ↗1361 | ↗1959 | ↘1340 | ↗2890 | ↘2088 |
| 1970  | 1979  | 1989  | 1992  | 2001  | 2002  | 2006  | 2009  | 2010  |
| ↗5607 | ↗5905 | ↗7236 | ↘7200 | ↗7700 | ↗7725 | ↗7903 | ↘7853 | ↗7933 |
| 2011  | 2012  | 2013  | 2014  | 2015  | 2016  | 2017  | 2018  | 2019  |
| ↘7909 | ↘7836 | ↘7718 | ↘7639 | ↘7573 | ↘7506 | ↘7403 | ↘7315 | ↘7194 |
| 2020  | 2021  |       |       |       |       |       |       |       |
| ↘7053 | ↗7134 |       |       |       |       |       |       |       |

Национальный состав
По итогам переписи населения 2020 года проживали следующие национальности (национальности менее 0,1 % и другое, см. в сноске к строке «Другие»):
| Национальность | Численность, чел. | Доля     |
| -------------- | ----------------- | -------- |
| Русские        | 6758              | 94,73 %  |
| Украинцы       | 56                | 0,78 %   |
| Армяне         | 49                | 0,69 %   |
| Азербайджанцы  | 15                | 0,21 %   |
| Другие         | 256               | 3,59 %   |
| Итого          | 7134              | 100,00 % |

## Экономика
Основные предприятия посёлка:
- сахарный завод (основан в 1853 году) демонтирован;
- маслозавод (основан в 1920-х годах, в современном здании с 1956 года) демонтирован;
- хлебозавод (основан в 1971 году);
- агрохолдинг «Ивнянский»;
- комбикормовый завод;
- типография (закрыта).

## Культура

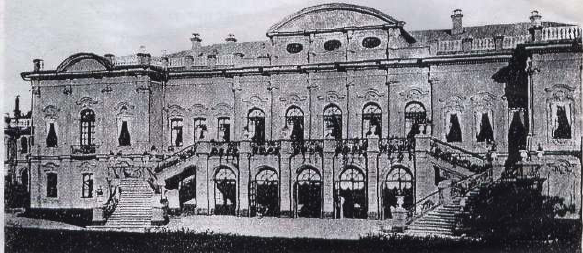
Усадьба Клейнмихелей «Ивня-Троицкое»

В Ивне две средние общеобразовательные школы, детская школа искусств, детско-юношеская спортивная школа, станция юных натуралистов, детский дом, районная больница, противотуберкулёзный санаторий. Выходит газета «Родина».
По субботам в летнее время в парке проводятся концерты, дискотеки.
31 мая 2019 года в посёлке состоялось открытие плавательного бассейна.

## Радио
| Частота, МГц | Название                              |
| ------------ | ------------------------------------- |
| 70,64        | (Молчит) Радио России / ГТРК Белгород |
| 99,1         | Радио Z-FM                            |
| 99,9         | Радио Мира Белогорья                  |
| 104,4        | Радио 7 на семи холмах                |

## Известные жители и уроженцы
- Вахарловский, Виктор Валерианович (1906—1986) —  старший сержант Рабоче-крестьянской Красной Армии, участник Великой Отечественной войны, Герой Советского Союза (1945).
- Гайдар, Аркадий Петрович (1904—1941) — русский советский писатель. В 1934 году жил и работал над повестями «Синие звёзды» и «Военная тайна». На улице Ленина установлен его бюст[27].
- Десницкий, Пётр Павлович (1911—1993) — участник гражданской войны в Испании и Великой Отечественной войны, Герой Советского Союза, майор.
- Стороженко, Василий Яковлевич (1918—1991) — советский танковый ас, гвардии майор, кавалер тринадцати боевых наград. В послевоенные годы был заведующим районным отделом социального обеспечения в Ивне. О боевом пути В. Я. Стороженко имеется экспозиция в историко-краеведческом музее Ивнянской средней общеобразовательной школы № 1[28].

## Достопримечательности
- В Ивне находится несколько памятников В. И. Ленину (у проходной сахарного завода и на территории детского санатория), около десятка старинных зданий (по улицам Ленина, Гайдара, Советской и другим), братская могила погибших в Великую Отечественную войну солдат и мирных жителей, несколько мемориальных знаков. Возле Ивнянской средней школы № 1 расположена Аллея Героев.